# بونیفاس هابا
بونیفاس هابا (انگلیسی: Boniface Haba؛ زادهٔ ۳۰ سپتامبر ۱۹۹۶) بازیکن فوتبال اهل گینه است.
وی همچنین در تیم ملی فوتبال گینه بازی کرده است.